# Philippe Jaroussky
Philippe Jaroussky (* 13. února 1978 Maisons-Laffitte) je francouzský zpěvák a operní pěvec – sopránový kontratenor, patrně nejslavnější současný francouzský pěvec své generace a své kategorie.

## Život
Pochází z rodiny ruského původu. Jeho dědeček emigroval z Ruska po bolševické revoluci roku 1917, vůbec neznal francouzštinu a představil se ve Francii slovy Jsem Rus (Ja russkyj). Místo skutečného příjmení tak získal fonetický přepis této věty.
Než začal studovat zpěv, věnoval se na konzervatoři ve Versailles houslím, (vyhrál i některé ceny) a klavíru. Zpěv vystudoval na Fakultě staré hudby Národní konzervatoře v Paříži v roce 1996. Dále studoval zpěv soukromě u Nicole Fallienové.
Je známý díky své virtuózní pěvecké technice (falzet), která mu umožňuje interpretovat koloraturní árie barokních kantát i oper. Jeho vokální rozsah umožňuje zpívat i partie, které byly historicky určeny kastrátním pěvcům.
V roce 2002 spoluzaložil soubor Artaserse. Často vystupuje se souborem Ensemble Matheus pod vedením Jean-Christopha Spinosi a se souborem L'Arpeggiata, který vede Christina Pluharová.
V létě 2009 vystoupil v Praze s barokním orchestrem Musica Florea. 29. července 2016 vystoupil se skladbou od Davida Bowieho - "Always Crashing in the Same Car" v Royal Albert Hall v Londýn̟ě, aby mu vzdal hold na koncertě, který byl Davidovi věnován. V letech 2019–2021 natáčel se souborem Collegium 1704 pod vedením Václava Lukse zpěvní party z oper Josefa Myslivečka pro film Petra Václava Il Boemo.

## Diskografie
Do roku 2021 vydal 33 alb (CD) a 3 DVD..
| Titul alba Skladatel                                                   | Vydavatel       | Rok vydání | Poznámky                                                                                |
| ---------------------------------------------------------------------- | --------------- | ---------- | --------------------------------------------------------------------------------------- |
| Sedecia – Král jeruzalémský Alessandro Scarlatti                       | EMI             | 2001       |                                                                                         |
| Catone in Utica Antonio Vivaldi                                        | Dynamic         | 2001       |                                                                                         |
| Bassani – La morte delusa Giovanni Battista Bassani                    | Opus 111        | 2002       |                                                                                         |
| La verità in cimento Antonio Vivaldi                                   | Indigo          | 2003       |                                                                                         |
| Agrippina Georg Friedrich Händel                                       | Dynamic         | 2004       |                                                                                         |
| Un Concert Pour Mazarin (různí skladateɬé)                             | EMI             | 2004       |                                                                                         |
| Orlando furioso Antonio Vivaldi                                        | Indigo          | 2005       |                                                                                         |
| L’Orfeo Claudio Monteverdi                                             | Dynamic         | 2005       |                                                                                         |
| Virtuoso Cantatas Antonio Vivaldi                                      | EMI             | 2005       |                                                                                         |
| Beata Vergine (různí skladatelé)                                       | EMI             | 2006       |                                                                                         |
| Selva morale e spirituale Claudio Monteverdi                           | Ambronay        | 2006       |                                                                                         |
| Musiche Varie Benedetto Ferrari                                        | Note 1          | 2006       |                                                                                         |
| Griselda Antonio Vivaldi                                               | Naive           | 2006       |                                                                                         |
| Heroes Antonio Vivaldi                                                 | EMI             | 2007       |                                                                                         |
| Magnificat/Dixit Dominus Johann Sebastian Bach, Georg Friedrich Händel | EMI             | 2007       |                                                                                         |
| Carestini – The Story of a Castrato (různí skladatelé)                 | EMI             | 2008       | věnováno italskému kastrátovi Giovannimu Carestinimu, árie napsané přímo pro něj..      |
| Nisi Dominus/Stabat Mater Antonio Vivaldi                              | Indigo          | 2008       |                                                                                         |
| Altus (různí skladatelé)                                               | EMI             | 2008       |                                                                                         |
| Lamenti Francesco Cavalli, Claudio Monteverdi                          | EMI             | 2008       |                                                                                         |
| Teatro d’Amore Claudio Monteverdi                                      | EMI             | 2009       |                                                                                         |
| Opium (různí skladatelé)                                               | EMI             | 2009       |                                                                                         |
| Faramondo Georg Friedrich Händel                                       | EMI             | 2009       |                                                                                         |
| La Dolce Fiamma Johann Christian Bach                                  | Virgin Classics | 2009       |                                                                                         |
| Stabat Mater (různí skladatelé)                                        | EMI             | 2010       | italská mariánská motetta ze 17. století. (druhé vydání alba „Beata Vergine“, EMI 2006) |
| Caldara in Vienna – zapomenutý kastrát Arias Antonio Caldara           | Virgin Classics | 2010       |                                                                                         |
| Duetti                                                                 | Virgin Classics | 2011       | s Maxem Emanuelem Cenčićem a Williamem Christiem                                        |
| Philippe Jaroussky: The Voice                                          | Virgin Classics | 2012       |                                                                                         |
| Arias for Farinelli by Porpora                                         | Warner Classics | 2013       | Placidetti zefiretti und La gioia ch'io sento s Cecilií Bartolliovou                    |
| Pergolesi: Stabat mater, Laudate pueri, Confitebor                     | Warner Classics | 2013       | s Julií Ležněvovou                                                                      |
| Vivaldi: Pietà – Sacred Works for Alto                                 | Warner Classics | 2014       | s Artaserse                                                                             |
| Steffani: Niobe, regina di Tebe                                        | Warner Classics | 2014       | s Boston Early Music Festival Orchestra (Paul O'Dette & Stephen Stubbs)                 |
| Green – Mélodies françaises sur des poèmes de Verlaine                 | Warner Classics | 2015       | s Quatuor Ébène                                                                         |
| Händel: Partenope                                                      | Warner Classics | 2015       |                                                                                         |
| Bach – Telemann: Sacred Cantatas                                       | Warner Classics | 2016       | s Freiburským Barokním orchestrem                                                       |
| La storia di Orfeo                                                     | Warner Classics | 2017       | s Emőke Baráth                                                                          |
| The Händel Album                                                       | Warner Classics | 2017       | s Artaserse                                                                             |
| Gluck: Orfeo ed Euridice                                               | Warner Classics | 2018       | s Diegem Fasolis                                                                        |
| Ombra Mai Fu – Francesco Cavalli Opera Arias                           | Erato Warner    | 2019       | s Artaserse                                                                             |
| Passion Jaroussky                                                      | Erato Warner    | 2019       | Triple-CD (Kompilace)                                                                   |
| La vanità del mondo                                                    | Erato Warner    | 2020       | s Artaserse                                                                             |
| À sa guitare                                                           | Erato Warner    | 2021       | s Thibautem Garciou                                                                     |

## Ocenění
- 2007 – Artiste lyrique
- 2008 – Echo Classic Award, Singer of the Year
- 2009 – Řád umění a literatury